# Зигмунд Кристоф фон Валдбург-Цайл и Траухбург
Зигмунд Кристоф Ото Фердинанд Непомук Августин фон Валдбург-Цайл-Траухбург (на немски: Sigmund/Sigismund Christoph Otto Ferdinand Nepomuk Augustin von Waldburg-Zeil-Trauchburg;* 28 август 1754, Мюнхен; † 7 ноември 1814, Залцбург) от фамилията на наследствените имперски трушсес, фрайхерен и графове фон Валдбург-Цайл-Траухбург, е княжески епископ на Кимзе (1797 – 1805) и апостолски администратор на Залцбург (1812 – 1814).

## Биография
Той е син на наследствен трушсес, фрайхер и граф Франц Антон фон Валдбург-Цайл-Траухбург (1714 – 1790) и съпругата му графиня Мария Анна София Терезия фон Валдбург-Траухбург (1728 – 1782), дъщеря на фрайхер и граф Фридрих Антон Марквард фон Валдбург-Траухбург-Кислег (1700 – 1744) и графиня Мария Каролина фон Куенбург (1705 – 1782). Най-големият му брат Максимилиан (1750 – 1818) е имперски наследствен трушдес, фрайхер на Валдбург, граф на Цайл (1790), 1. имперски княз на Валдбург-Цайл-Траухбург (във Виена на 21 март 1803 г.). Неговият чичо Фердинанд Кристоф е княжески епископ на Кимзе (1772 – 1786).
Зигмунд Кристоф е домхер в Кьолн (1769) и домдекан в Залцбург (1781 – 1797). На 19 март 1779 г. той става свещеник в Залцбург. На 1 април 1797 г. е избран за епископ на Кимзее и постъпва на служба на 7 април 1797 г. На 11 август 1808 г. той се отказва от тази служба като епископ на Кимзе. На 20 май 1812 г. става апостолски администратор на Залцбург.
Зигисмунд Кристоф фон Валдбург-Цайл и Траухбург умира на 7 ноември 1814 г. в Залцбург на 60 години.